# Premi BAFTA 1955
I premi dell'8ª edizione dei British Academy Film Awards furono conferiti dalla British Academy of Film and Television Arts alle migliori produzioni cinematografiche del 1954.

## Vincitori e candidati

### Miglior film internazionale (Best Film from any Source)
- Vite vendute (Le salaire de la peur), regia di Henri-Georges Clouzot
- L'ammutinamento del Caine (The Caine Mutiny), regia di Edward Dmytryk
- Le avventure di Robinson Crusoe (Las aventuras de Robinson Crusoe), regia di Luis Buñuel
- Come sposare un milionario (How to Marry a Millionaire), regia di Jean Negulesco
- Il figlio conteso (The Divided Heart), regia di Charles Crichton
- La finestra sul cortile (Rear Window), regia di Alfred Hitchcock
- Fronte del porto (On the Waterfront), regia di Elia Kazan
- Giulietta e Romeo, regia di Renato Castellani
- Hobson il tiranno (Hobson's Choice), regia di David Lean
- The Maggie, regia di Alexander Mackendrick
- Pane, amore e fantasia, regia di Luigi Comencini
- Per una questione di principio (Carrington V.C.), regia di Anthony Asquith
- Pianura rossa (The Purple Plain), regia di Robert Parrish
- Quattro in medicina (Doctor in the House), regia di Ralph Thomas
- Rivolta al blocco 11 (Riot in Cell Block 11), regia di Don Siegel
- La sete del potere (Executive Suite), regia di Robert Wise
- Sette spose per sette fratelli (Seven Brides for Seven Brothers), regia di Stanley Donen
- Sposi in rodaggio (For Better, for Worse), regia di J. Lee Thompson
- La vergine sotto il tetto (The Moon Is Blue), regia di Otto Preminger
- La via dell'inferno (Jigokumon), regia di Teinosuke Kinugasa

### Miglior film britannico (Best British Film)
- Hobson il tiranno (Hobson's Choice)
- Il figlio conteso (The Divided Heart)
- Giulietta e Romeo
- The Maggie
- Per una questione di principio (Carrington V.C.)
- Pianura rossa (The Purple Plain)
- Quattro in medicina (Doctor in the House)
- Sposi in rodaggio (For Better, for Worse)

### Miglior attore britannico (Best British Actor)
- Kenneth More – Quattro in medicina (Doctor in the House)
- Maurice Denham – Pianura rossa (The Purple Plain)
- Robert Donat – Contratto di vita (Lease of Life)
- John Mills – Hobson il tiranno (Hobson's Choice)
- David Niven – Per una questione di principio (Carrington V.C.)
- Donald Wolfit – Svengali

### Migliore attrice britannica (Best British Actress)
- Yvonne Mitchell – Il figlio conteso (The Divided Heart)
- Brenda De Banzie – Hobson il tiranno (Hobson's Choice)
- Audrey Hepburn – Sabrina
- Margaret Leighton – Per una questione di principio (Carrington V.C.)
- Noelle Middleton – Per una questione di principio (Carrington V.C.)

### Miglior attore straniero (Best Foreign Actor)
- Marlon Brando – Fronte del porto (On the Waterfront)
- Neville Brand – Rivolta al blocco 11 (Riot in Cell Block 11)
- José Ferrer – L'ammutinamento del Caine (The Caine Mutiny)
- Fredric March – La sete del potere (Executive Suite)
- James Stewart – La storia di Glenn Miller (The Glenn Miller Story)

### igliore attrice straniera (Best Foreign Actress)
- Cornell Borchers – Il figlio conteso (The Divided Heart)
- Shirley Booth – Addio signora Leslie (About Mrs. Leslie)
- Judy Holliday – Phffft... e l'amore si sgonfia (Phffft)
- Grace Kelly – Il delitto perfetto (Dial M for Murder)
- Gina Lollobrigida – Pane, amore e fantasia

### Migliore attore o attrice debuttante (Most Promising Newcomer to Film)
- David Kossoff – Giovani amanti (The Young Lovers)
- Maggie McNamara – La vergine sotto il tetto (The Moon Is Blue)
- Eva Marie Saint – Fronte del porto (On the Waterfront)

### Migliore sceneggiatura per un film britannico (Best British Screenplay)
- George Tabori, Robin Estridge – Giovani amanti (The Young Lovers)
- Eric Ambler – Pianura rossa (The Purple Plain)
- Wynyard Browne, David Lean, Norman Spencer – Hobson il tiranno (Hobson's Choice)
- Renato Castellani – Giulietta e Romeo
- René Clément, Hugh Mills – Le amanti di Monsieur Ripois (Monsieur Ripois)
- Nicholas Phipps – Quattro in medicina (Doctor in the House)
- William Rose – The Maggie
- Jack Whittingham – Il figlio conteso (The Divided Heart)

### Miglior documentario (Best Documentary Film)
- La meravigliosa avventura (Det stora äventyret), regia di Arne Sucksdorff
- 3-2-1-Zero
- The Back of Beyond, regia di John Heyer
- I bambini del giovedì (Thursday's Children), regia di Lindsay Anderson e Guy Brenton
- Lekko!

### Premio UN (UN Award)
- Il figlio conteso (The Divided Heart)
- A Time Out of War, regia di Denis Sanders